# Tectaria fimbriata
Tectaria fimbriata är en ormbunkeart som först beskrevs av Carl Ludwig Willdenow, och fick sitt nu gällande namn av George Richardson Proctor och Lourteig. Tectaria fimbriata ingår i släktet Tectaria och familjen Tectariaceae. Inga underarter finns listade.